# Hymenostomatia
Hymenostomatia es un grupo de protistas del filo Ciliophora. La mayoría son de vida libre en agua dulce, tal como el comúnmente estudiado género Tetrahymena, pero otros son parásitos de peces o de invertebrados acuáticos. Entre estos se incluye la importante especie Ichthyopthirius multifiliis, que es una causa común de muerte de peces en acuarios y granjas marinas.
Son miembros típicos de Oligohymenophorea. Sus cilios corporales son en su mayoría uniformes, algunas veces con unos pocos cilios caudales largos, que surgen de monocinetias o dicinetias. Los cilios orales son, en general, de tipo distintivo tetrahymenal, con tres membranelas y una membrana paroral, que se corresponde con solo el segmento medio de las membranas tripartitas encontradas en ciertos Scuticociliatia. La formación de la boca durante la división celular comienza usualmente cerca de la cinetia postoral.
Hymenostomiata fue primero definido por Delage y Hérouard en 1896. Inicialmente incluía Scuticociliatia y Peniculida, pero después estos se consideraron órdenes separados de la subclase Hymenostomatia, en la cual es a veces incluido Astomatia. Más recientemente, cada uno de esos grupos tiende a ser considerado una subclase separada.
- Datos: Q5956673
- Especies: Hymenostomatia